# Betsy King
Betsy King, född 13 augusti 1955 i Reading, Pennsylvania, är en amerikansk professionell golfspelare.
King blev professionell 1977 men det dröjde sju år innan hon vann sin första tävling på den amerikanska touren. Innan dess hade hon vunnit en tävling, 1981 års Itsuki Charity Classic på den japanska touren. Mellan 1984 och 1989 vann hon 20 tävlingar vilket gjorde henne till den meste segraren under den perioden. Under LPGA Championship 1992 blev hon den första damgolfaren som spelade samtliga fyra rundor under 70 slag i en tourtävling.
Hon vann penningligan på LPGA-touren 1984, 1989 och 1993 och slutade bland topp tio alla år mellan 1984 och 1995 samt 1997. Hon vann 34 tävlingar på LPGA-touren, bland annat sex majors. 1998 blev hon den första spelaren i LPGA:s historia att spela in mer än 6 000 000 dollar under sin karriär.
King spelade för USA i Solheim Cup fem gånger (1990, 1992, 1994, 1996 och 1998).  Hon är ledamot av LPGAs styrelse och är aktiv inom LPGA Christian Fellowship.

## Meriter

### Majorsegrar
- 1987 Kraft Nabisco Championship
- 1989 US Womens Open
- 1990 Kraft Nabisco Championship, US Womens Open
- 1992 LPGA Championship
- 1997 Kraft Nabisco Championship

### LPGA-segrar
- 1984 Women's Kemper Open, Freedom/Orlando Classic, Columbia Savings Classic
- 1985 Samaritan Turquoise Classic, Rail Charity Classic
- 1986 Henredon Classic, Rail Charity Classic
- 1987 Circle K Tucson Open, McDonald's Championship, Atlantic City LPGA Classic
- 1988 Women's Kemper Open, Rail Charity Golf Classic, Cellular One-Ping Golf Championship
- 1989 The Jamaica Classic, Women's Kemper Open, USX Golf Classic, McDonald's Championship, Nestle World Championship
- 1990 JAL Big Apple Classic
- 1991 LPGA Corning Classic, JAL Big Apple Classic
- 1992 Mazda LPGA Championship, The Phar-Mor in Youngstown, Mazda Japan Classic.
- 1993 Toray Japan Queens Cup
- 1995 ShopRite LPGA Classic
- 2000 Cup Noodles Hawaiian Ladies Open, LPGA Corning Classic
- 2001 ShopRite LPGA Classic

### Inofficiella segrar
- 1990 Itoman World Match Play Championship
- 1993 JCPenney/LPGA Skins Game

### Utmärkelser
- 1984 Rolex Player of the Year, Golf Digest's Most Improved Player Award
- 1985 Professional Athlete of the Year
- 1987 Vare Trophy, GOLF Magazine's Player of the Year Award, Golf Illustrated's Player of the Year Award, Golf Writers Association of America's (GWAA) Female Player of the Year, Samaritan Award
- 1989 Rolex Player of the Year, Mickey Wright Award, Founder's Cup, Golf World's Player of the Year
- 1993 Rolex Player of the Year, Vare Trophy
- 1994 Charles Bartlett Award, ESPY Award for Outstanding Women's Golf Performer of the Year
- 1995 World Golf Hall of Fame
- 2001 NCAA Silver Anniversary Award